# Michaś Maszara
Michaś (Michaił Antonawicz) Maszara (biał. Міхась (Міхаіл Антонавіч) Машара, ur. 5 listopada?/18 listopada 1902 w chutorze Padsosna w guberni witebskiej, zm. 7 czerwca 1976 tamże) – białoruski poeta.

## Życiorys
Urodził się w rodzinie chłopskiej. W 1918 skończył szkołę w Głębokim. W 1920 ochotniczo wstąpił do Armii Czerwonej. W listopadzie 1923 został powołany do Wojska Polskiego, ukończył szkołę felczerską, służył w batalionie sanitarnym w Grodnie. Po demobilizacji podjął współpracę z gazetą "Nasza Wola" ukazującą się w Wilnie. W 1927 za udział w ruchu rewolucyjnym został aresztowany przez polskie władze i osadzony w wileńskim więzieniu na Łukiszkach. W 1928 opublikował swój pierwszy zbiór wierszy Risunki. W 1935 opublikował kolejny zbiór wierszy, Napradwiesni. Po agresji ZSRR na Polskę i przyłączeniu do ZSRR tzw. Zachodniej Białorusi został kierownikiem wydziału oświaty publicznej w gminnym komitecie wykonawczym w Szarkowszczyźnie. W tym okresie poznał Jankę Kupałę i Jakuba Kołasa. W 1940 został przyjęty do Związku Pisarzy Białorusi. Podczas wojny ZSRR z Niemcami pracował w gazetach "Zwiazda", "Sawieckaja Biełaruś" i "Partyzanskaje Słowa", w redakcji znajdującej się w Moskwie, skąd wrócił na Białoruś na początku 1944 i został redaktorem naczelnym audycji literackich i dramatycznych białoruskiego radia. W 1944 ukazał się zbiór jego wierszy Biełaruś zawierający wiersze napisane podczas wojny z Niemcami. W 1945 opublikował zbiór wierszy Wybranaja liryka, w tym samym roku został członkiem WKP(b). Po wojnie pracował w Mińsku jako kierownik działu literacko-artystycznego czasopisma "Polymia" ("Płomień"), a od 1947 do 1949 kierownik działu artystyczno-naukowego "Nastawnickiej Gazety". Jego twórczość była zdominowana przez problematykę społeczną i poświęcona głównie wsi na zachodniej Białorusi. Był autorem m.in. poematu Lohki chleb (1936), powieści-kroniki Kresy zmahajucca (1966) i powieści Łukiszki (1970). Tłumaczył również na białoruski rosyjską literaturę, m.in. twórczość Błoka i Jesienina, a także literaturę polską, w tym twórczość Sienkiewicza i Broniewskiego. Był odznaczony m.in. Orderem Czerwonej Gwiazdy (1943), Orderem „Znak Honoru” (1967) i medalami. Został pochowany na Cmentarzu Północnym w Mińsku.